# Anoplodactylus inermis
Anoplodactylus inermis är en havsspindelart som beskrevs av Losina-Losinsky, L.K. 1961. Anoplodactylus inermis ingår i släktet Anoplodactylus och familjen Phoxichilidiidae. Inga underarter finns listade i Catalogue of Life.